# Federico Gatti
Federico Gatti (Rivoli, 24 giugno 1998) è un calciatore italiano, difensore della Juventus e della nazionale italiana.

## Biografia
Dai 17 ai 20 anni, mentre giocava in Promozione ed Eccellenza, Gatti ha lavorato ai mercati generali e come muratore, serramentista e riparatore di tetti, allenandosi di sera, poiché suo padre era rimasto disoccupato.
Il 26 settembre 2024 diventa padre di Camilla.

## Caratteristiche tecniche
Giocatore di grande personalità e spirito di sacrificio, è un difensore centrale, forte fisicamente, dotato di una buona tecnica e velocità.

## Carriera

### Club

#### Gli inizi nei dilettanti
Cresciuto nel settore giovanile del Chieri, nel 2005, affrontando in amichevole i pari età del Torino, viene notato dall'osservatore granata Giorgio Boscarato, che ne apprezza subito le doti da trequartista e lo segnala a Silvano Benedetti. Gatti compie quindi tutto il percorso dai Pulcini fino ai Giovanissimi Nazionali del Torino, per poi passare alle giovanili dell'Alessandria.
Nell'agosto 2014 viene acquistato a titolo temporaneo dal Pavarolo, che inizialmente lo aggrega alla formazione Juniores.
Grazie alle ottime prestazioni fornite (13 reti in 18 presenze), nel febbraio 2015 fa il proprio debutto nel campionato di Promozione.
Dopo aver totalizzato solo 4 presenze con la prima squadra nella stagione 2014-2015, in quella successiva diventa uno dei titolari, totalizzando 3 reti in 27 presenze e conquistando la promozione in Eccellenza; vince inoltre la Coppa Italia Promozione Piemonte-Valle d'Aosta e il premio di miglior giovane della stagione. All'inizio della stagione seguente l'Alessandria, proprietaria del cartellino, lo cede in prestito al Saluzzo, ma vi rimane solo fino a gennaio 2017, per poi tornare al Pavarolo, dove contribuisce a mantenere la categoria.
Nel 2018 viene notato dalla dirigenza del Verbania, che ne acquisisce il cartellino. Nella prima stagione con i biancocerchiati conquista la Serie D vincendo il girone A dell'Eccellenza. L'anno successivo si conferma titolare, collezionando 22 presenze e 3 gol.

#### L'approdo nei professionisti
Nell'agosto 2020 viene acquistato dalla Pro Patria per una cifra intorno ai 100 000 euro. Debutta il 30 settembre seguente, in occasione della gara di Coppa Italia persa ai tempi supplementari contro il Vicenza (3-2). Fa il suo esordio in Serie C pochi giorni dopo, il 4 ottobre, nel pareggio casalingo (1-1) contro la Pro Vercelli. Durante la stagione gioca da titolare in difesa, totalizzando 34 presenze e un gol, segnato in trasferta contro il Lecco.

#### Frosinone

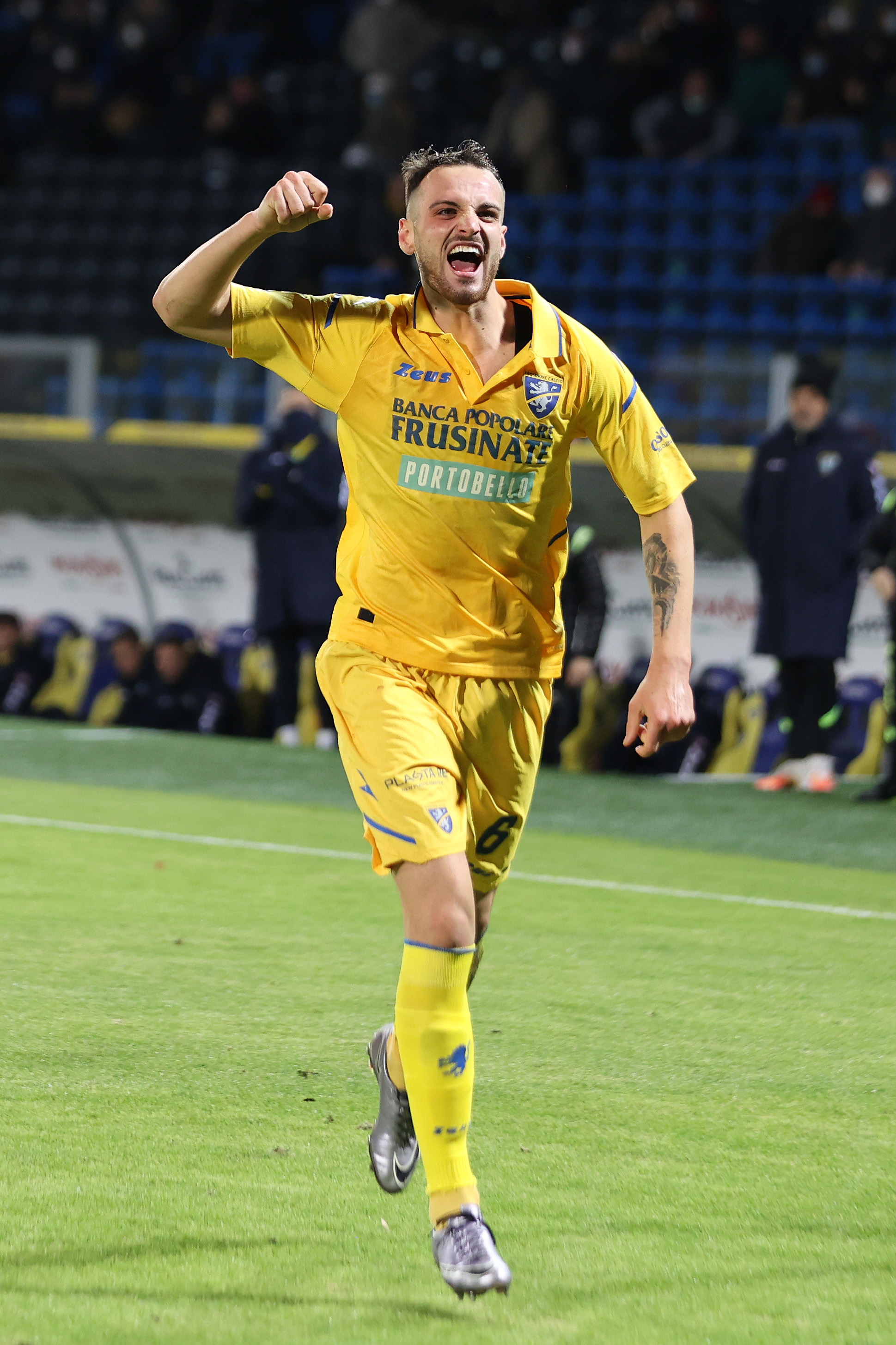
Gatti celebra un gol con la maglia frusinate nel 2021

Nel giugno 2021 Gatti passa a titolo definitivo al Frosinone, in Serie B, per una cifra superiore ai 200 000 mila euro. Esordisce da subito come titolare il 15 agosto, alla prima uscita di Coppa Italia contro il Venezia, nella quale sbaglia l'ultimo tiro dagli undici metri nello spareggio ai rigori perso 8-7. Segna la prima rete con i giallazzurri il 23 ottobre, nella vittoria per 2-1 contro l'Ascoli. Sotto la guida tecnica di Fabio Grosso, il difensore mantiene un rendimento alto per tutto il girone di andata, siglando anche tre reti e un assist, con una doppietta nel 4-0 contro la SPAL del 18 dicembre. Il 31 gennaio 2022 viene acquistato per 7,5 milioni di euro, più bonus, dalla Juventus, che contestualmente lo lascia in prestito a Frosinone fino al termine della stagione.

#### Juventus
Nell'estate 2022 arriva alla Juventus guidata da Massimiliano Allegri. Il 31 agosto seguente, a 24 anni, fa il suo esordio in Serie A e contestualmente in maglia bianconera, nella partita vinta per 2-0 contro lo Spezia; il successivo 25 ottobre fa il proprio debutto nelle competizioni europee, in occasione della sconfitta per 4-3 contro il Benfica nella fase a gironi di UEFA Champions League. Dopo un primo periodo di ambientamento, dove viene relegato in panchina, nel corso della stagione riesce tuttavia a guadagnarsi sempre più spazio, imponendosi come uno dei punti fermi nell'undici titolare.  Realizza la sua prima marcatura per la squadra torinese il 13 aprile 2023, quella del decisivo 1-0 nella vittoria interna contro lo Sporting Lisbona valida per l'andata dei quarti di finale di UEFA Europa League.
Nella stagione successiva, Il 7 ottobre 2023 sigla il primo gol in massima serie, aprendo le marcature nella vittoria 2-0 nella stracittadina contro il Torino; mentre il 15 maggio 2024, gioca da titolare nella finale di Coppa Italia e contribuisce alla vittoria del 15º titolo dei bianconeri nella vittoria per 1-0 contro l'Atalanta, vincendo così anche il suo primo trofeo personale.
In avvio della stagione 2024-2025, in occasione della vittoria interna per 3-0 contro il Como in campionato, veste per la prima volta la fascia di capitano dei bianconeri.

### Nazionale
Il 24 maggio 2022 viene convocato per la prima volta in nazionale maggiore dal commissario tecnico Roberto Mancini per uno stage riservato ai giovani più promettenti del panorama calcistico italiano. Fa il suo debutto con la maglia azzurra l'11 giugno seguente, giocando da titolare la partita di UEFA Nations League contro l'Inghilterra (0-0).
Viene convocato anche dal nuovo CT Luciano Spalletti, con il quale nel novembre 2023 ottiene una presenza nelle qualificazioni al campionato d'Europa 2024. Nel maggio 2024 rimane inizialmente escluso dai convocati per la fase finale dell'europeo, ma viene successivamente inserito in lista dopo le defezioni di Acerbi e Scalvini. Tuttavia non viene mai impiegato nella manifestazione.

## Statistiche

### Presenze e reti nei club
Statistiche aggiornate al 1º luglio 2025.
| Stagione        | Squadra         | Campionato      | Campionato | Campionato | Coppe nazionali | Coppe nazionali | Coppe nazionali | Coppe continentali | Coppe continentali | Coppe continentali | Altre coppe | Altre coppe | Altre coppe | Totale | Totale |
| Stagione        | Squadra         | Comp            | Pres       | Reti       | Comp            | Pres            | Reti            | Comp               | Pres               | Reti               | Comp        | Pres        | Reti        | Pres   | Reti   |
| --------------- | --------------- | --------------- | ---------- | ---------- | --------------- | --------------- | --------------- | ------------------ | ------------------ | ------------------ | ----------- | ----------- | ----------- | ------ | ------ |
| 2014-2015       | Pavarolo        | Prom.           | 4          | 0          | CI-Prom.        | 0               | 0               | -                  | -                  | -                  | -           | -           | -           | 4      | 0      |
| 2015-2016       | Pavarolo        | Prom.           | 27         | 3          | CI-Prom.        | 0               | 0               | -                  | -                  | -                  | -           | -           | -           | 27     | 3      |
| 2016-gen. 2017  | Saluzzo         | Ecc.            | 4          | 0          | CI-Dil.         | 0               | 0               | -                  | -                  | -                  | -           | -           | -           | 4      | 0      |
| gen.-giu. 2017  | Pavarolo        | Ecc.            | 15         | 5          | CI-Dil.         | 3               | 0               | -                  | -                  | -                  | -           | -           | -           | 18     | 5      |
| 2017-2018       | Pavarolo        | Ecc.            | 32         | 7          | CI-Dil.         | 5               | 0               | -                  | -                  | -                  | -           | -           | -           | 37     | 7      |
| Totale Pavarolo | Totale Pavarolo | Totale Pavarolo | 78         | 15         |                 | 8               | 0               |                    | -                  | -                  |             | -           | -           | 86     | 15     |
| 2018-2019       | Verbania        | Ecc.            | 29         | 3          | CI-Dil.         | 0               | 0               | -                  | -                  | -                  | -           | -           | -           | 29     | 3      |
| 2019-2020       | Verbania        | D               | 22         | 3          | CI-D            | 0               | 0               | -                  | -                  | -                  | -           | -           | -           | 22     | 3      |
| Totale Verbania | Totale Verbania | Totale Verbania | 51         | 6          |                 | 0               | 0               |                    | -                  | -                  |             | -           | -           | 51     | 6      |
| 2020-2021       | Pro Patria      | C               | 34+1       | 1          | CI              | 1               | 0               | -                  | -                  | -                  | -           | -           | -           | 36     | 1      |
| 2021-2022       | Frosinone       | B               | 35         | 5          | CI              | 1               | 0               | -                  | -                  | -                  | -           | -           | -           | 36     | 5      |
| 2022-2023       | Juventus        | A               | 18         | 0          | CI              | 2               | 0               | UCL+UEL            | 2+5                | 0+2                | -           | -           | -           | 27     | 2      |
| 2023-2024       | Juventus        | A               | 32         | 4          | CI              | 4               | 0               | -                  | -                  | -                  | -           | -           | -           | 36     | 4      |
| 2024-2025       | Juventus        | A               | 30         | 1          | CI              | 2               | 0               | UCL                | 9                  | 0                  | SI+Cmc      | 1+4         | 0           | 46     | 1      |
| 2025-2026       | Juventus        | A               | -          | -          | CI              | -               | -               | UCL                | -                  | -                  | -           | -           | -           | -      | -      |
| Totale Juventus | Totale Juventus | Totale Juventus | 80         | 5          |                 | 8               | 0               |                    | 16                 | 2                  |             | 5           | 0           | 109    | 7      |
| Totale carriera | Totale carriera | Totale carriera | 283        | 32         |                 | 18              | 0               |                    | 16                 | 2                  |             | 5           | 0           | 322    | 34     |

### Cronologia presenze e reti in nazionale
| Cronologia completa delle presenze e delle reti in nazionale ― Italia | Cronologia completa delle presenze e delle reti in nazionale ― Italia | Cronologia completa delle presenze e delle reti in nazionale ― Italia | Cronologia completa delle presenze e delle reti in nazionale ― Italia | Cronologia completa delle presenze e delle reti in nazionale ― Italia | Cronologia completa delle presenze e delle reti in nazionale ― Italia | Cronologia completa delle presenze e delle reti in nazionale ― Italia | Cronologia completa delle presenze e delle reti in nazionale ― Italia |
| Data                                                                  | Città                                                                 | In casa                                                               | Risultato                                                             | Ospiti                                                                | Competizione                                                          | Reti                                                                  | Note                                                                  |
| --------------------------------------------------------------------- | --------------------------------------------------------------------- | --------------------------------------------------------------------- | --------------------------------------------------------------------- | --------------------------------------------------------------------- | --------------------------------------------------------------------- | --------------------------------------------------------------------- | --------------------------------------------------------------------- |
| 11-6-2022                                                             | Wolverhampton                                                         | Inghilterra                                                           | 0 – 0                                                                 | Italia                                                                | UEFA Nations League 2022-2023 - 1º turno                              | -                                                                     | 48’                                                                   |
| 20-11-2022                                                            | Vienna                                                                | Austria                                                               | 2 – 0                                                                 | Italia                                                                | Amichevole                                                            | -                                                                     | 46’                                                                   |
| 17-11-2023                                                            | Roma                                                                  | Italia                                                                | 5 – 2                                                                 | Macedonia del Nord                                                    | Qual. Euro 2024                                                       | -                                                                     |                                                                       |
| 9-9-2024                                                              | Budapest                                                              | Israele                                                               | 1 – 2                                                                 | Italia                                                                | UEFA Nations League 2024-2025 - 1º turno                              | -                                                                     | 73’                                                                   |
| 14-11-2024                                                            | Bruxelles                                                             | Belgio                                                                | 0 – 1                                                                 | Italia                                                                | UEFA Nations League 2024-2025 - 1º turno                              | -                                                                     | 82’                                                                   |
| 23-3-2025                                                             | Dortmund                                                              | Germania                                                              | 3 – 3                                                                 | Italia                                                                | UEFA Nations League 2024-2025 - Quarti di finale                      | -                                                                     | 21’ 46’                                                               |
| Totale                                                                |                                                                       | Presenze                                                              | 6                                                                     |                                                                       | Reti                                                                  | 0                                                                     |                                                                       |

## Palmarès

### Club

#### Competizioni regionali
- Coppa Italia Promozione Piemonte-Valle d'Aosta: 1

Pavarolo: 2015-2016
- Eccellenza: 1

Verbania: 2018-2019 (girone B)

#### Competizioni nazionali
- Coppa Italia: 1

Juventus: 2023-2024

### Individuale
- Gran Galà del calcio AIC: 1

Miglior giovane della Serie B: 2022
- Premio Scirea Fair Play: 1

2023